# Доходный дом Грачёвой
Дохо́дный дом Грачёвой — здание в центре Москвы на пересечении улицы Петровки и Столешникова переулка. Единственная известная работа в столице архитектора-инженера Эммануила Розена, выполнена по заказу Александры Степановны Грачёвой. Имеет статус ценного градообразующего объекта. Здание примечательно не столько архитектурным обликом, сколько богатой историей арендаторов и связанных с ним выдающихся исторических личностей.
Историк-москвовед Сергей Романюк пишет, что в 1770-х годах земельное владение под будущим доходным домом Грачёвой принадлежало протоколисту А. Е. Левшину, а в начале XIX века — издателю Андрею Гордеевичу Решетникову. От него владение унаследовал сын Иван. Вплоть до середины века участок был застроен одно- и двухэтажными зданиями. С начала 1860-х в одном из небольших домов на углу Столешникова переулка и Петровки располагалась гостиница «Англия». Её описания встречаются в мемуарах Михаила Салтыкова-Щедрина, а также у Льва Толстого в «Анне Карениной»: Стива Облонский приглашал туда Левина. Номера в гостинице снимали в основном дамы полусвета. В гостях у некой Шарлотты Альтенроз 25 июня 1882 года умер генерал Михаил Скобелев.

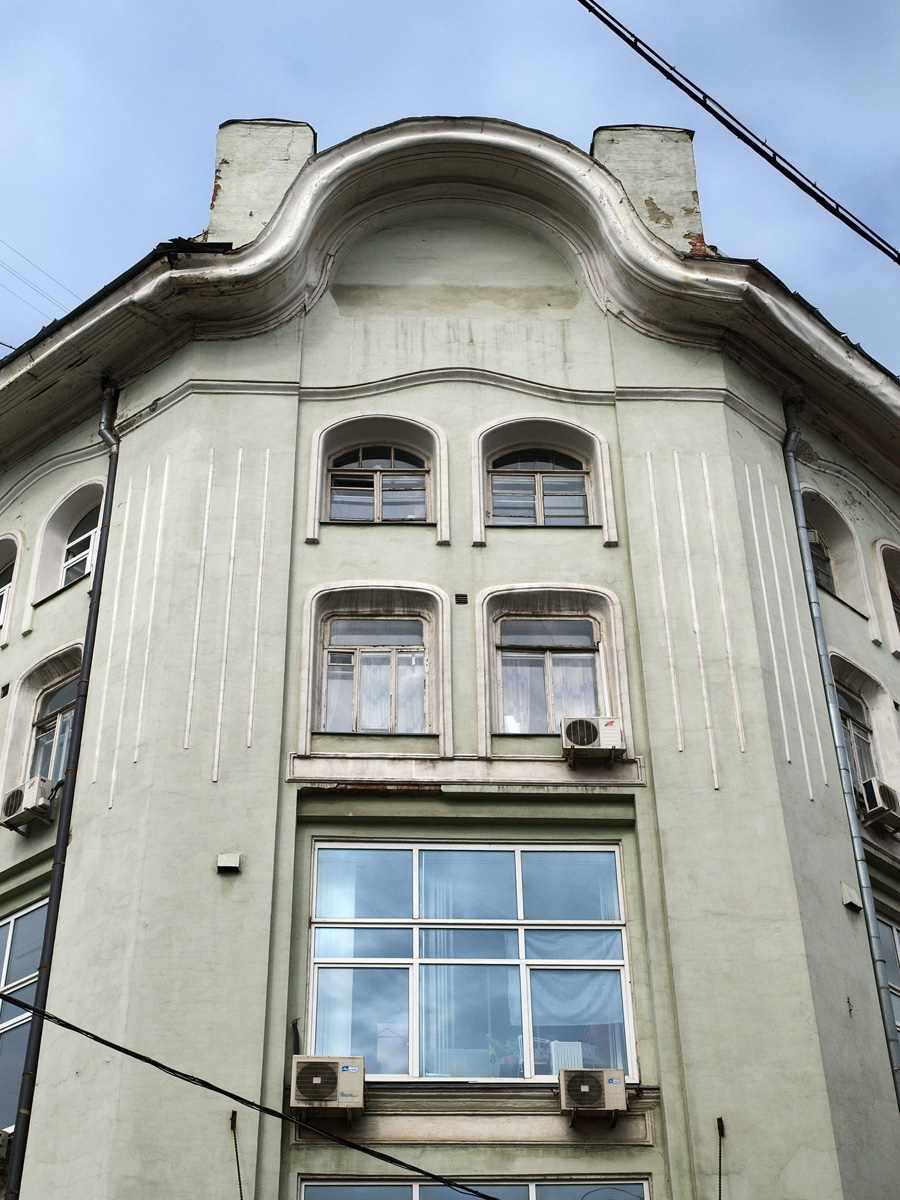
Верхняя часть углового фасада, 2009 год

В самом начале XX века старые здания снесли, на их месте началось строительство нового доходного дома. Владелицей всего земельного участка к тому моменту уже была Александра Грачёва из зажиточной купеческой династии. Архитектором она пригласила Эммануила Розена, который неоднократно сотрудничал с её семьёй.
Дом состоит из двух корпусов, построенных в разное время: первой была возведена часть со стороны Столешникова переулка, после неё — выходящая на Петровку. Определить место стыка можно по явному «шву» и несколько отличающейся отделке фасадов. Здание оформлено достаточно сдержанно, эстетику модерна в нём выдают арочные окна и плавные изгибы карнизов. Линию верхнего этажа подчёркивает декоративная решётка нарочито незаконченного узора.
Здание предназначалось для сдачи внаём и за свою историю сменило множество арендаторов. Сразу после окончания строительства в нём разместилась гостиница «Марсель». Известно, что до революции 1917 года в ней жил Александр Вертинский. Просторные залы второго и третьего этажей сдавались под различные мероприятия. Например, в декабре 1902 — январе 1903 года в здании проходила выставка «Архитектура и художественная промышленность Нового стиля», после которой модерн окончательно установился как ведущее направление столичного зодчества, а в феврале 1905-го — выставка Союза русских художников. Также до 1917 года в доме снимал помещения магазин одежды «Жак», известный в столице и за её пределами наравне с «Мюром и Мерилизом».
В 1904 году в здании был открыт один из первых столичных кинотеатров «Таумотограф» немца Александра Розенвальда, зал которого вмещал 60 зрителей. В 1905-м Грачёва продала здание страховому обществу «Якорь». В корпусе со стороны Петровки действовал первый магазин компании «Кодак», вывеску для которого создал британский архитектор Джордж Уолтон. В 1906—1908 годах со стороны Столешникова переулка работал художественный магазин «Родник», произведения для которого создавали в мастерских княгини Марии Тенишевой.
После революции здание национализировали, первые этажи были отданы под конторы, затем их вновь заняли магазины одежды и обуви. В настоящее время часть помещений в здании принадлежит Московской торгово-промышленной палате, остальные занимают магазины. В 2000 году демонтировали историческую деревянную раму работы Уолтона. В феврале 2016-го в конференц-зале второго этажа обвалилась часть потолка площадью 15 м². Согласно отзывам экспертов, причиной обрушения стал некачественный ремонт.